# Grande Lago Amargo

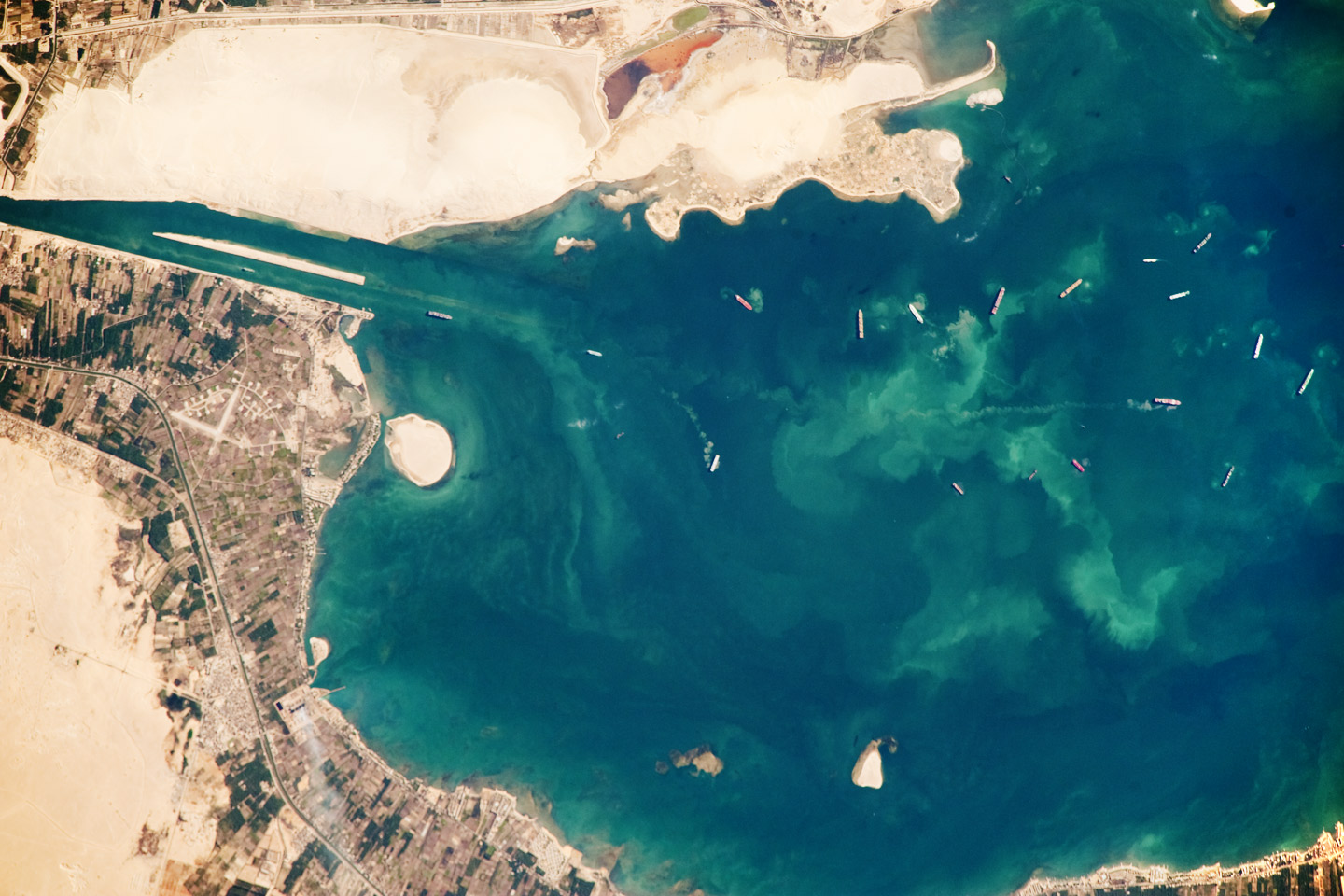
Vários navios no lago.

O Grande Lago Amargo (em árabe: البحيرة المرة الكبرى; transliterado: al-Buhayrah al-Murra al-Kubra) é um lago salgado situado entre o sul e o norte do Canal de Suez. Junto situa-se o Pequeno Lago Amargo (árabe: البحيرة المرة الصغرى; transliterado: al-Buhayrah al-Murra as-Sughra). Antes da construção do canal, estes locais eram vales salgados e semi-secos. No seu conjunto, os Lagos Amargos têm atualmente uma área de superfície próxima de 250 km².  Para norte, o canal atravessa também o lago Manzala e o lago Timsah.
É formado pelos restos do antigo golfo Helisopolete, as águas do mar Vermelho formavam uma baía e com a sedimentação acabou por fechar a baía e transformá-la no Lagos Amargos.